# 후타코타마가와

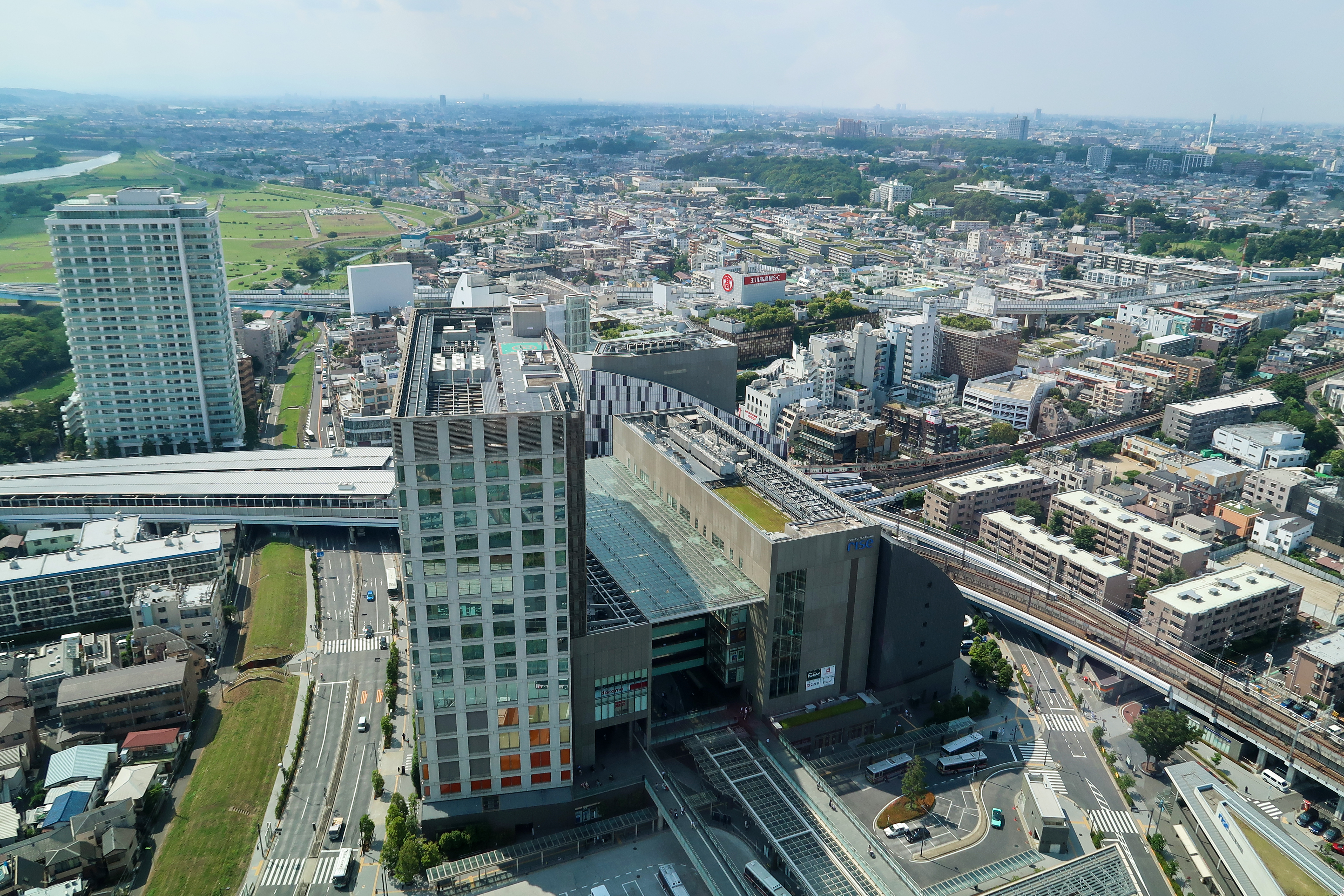
후타코타마가와

후타코타마가와(일본어: 二子玉川 ふたこたまがわ[*])는 일본 도쿄도 세타가야구의 후타코타마가와역 주변을 말한다. 역 주변에는 주로 주택지로 주변은 세다 및 오카모토 등의 한적한 주택가가 펼쳐진다. 또, 다카시마야등 여러 쇼핑센터등의 존재로 인하여 다마강 하천 부지와 함께 행락지로서의 일면도 가지고 있어 휴일의 발길은 많다. 역 동쪽 출입구 주변 및 후타코타마가와원 터는, 후타코타마가와원 폐원 후부터 대규모 재개발이 계획되었다. 
2005년에 드디어 사업 승인이 되었고 재개발 지역 전체는 "후타코타마가와 라이즈"로 명명되었다. 2010년 4월, 상업 시설인 "후타코타마가와 라이즈 버즈 몰"과 "후타코타마가와 라이즈 오크 몰"이 선행 오픈되었다. 2010년 5월, 고층 주택의 "후타코타마가와 라이즈 타워 & 레지던스"의 입주가 시작되었다. 2011년 3월, 상업 시설 "도그 우드 플라자", "후타코타마가와 라이즈 쇼핑 센터", 오피스 "후타코타마가와 라이즈 오피스"가 오픈했다. 또, 역 개찰구 앞의 고가시타에 해당하는 장소에는 상업 시설 "후타코타마가와 라이즈 스테이션 몰"이 오픈하였다. 2015년 6월, "후타코타마가와 라이즈 오피스", "후타코타마가와 엑셀 호텔 도큐", "후타코타마가와 라이즈 라쿠텐 크림슨 하우스", "109시네 마즈 후타코타마가와", "잇츠 컴 스폿 & 스튜디오"등이 오픈되었다. 이로써 후타코타마가와 재개발은 그랜드 오픈을 맞이하였다. 
역 남쪽에는 다마 강 하천 부지가 넓게 펼쳐져 있다. 하천 부지에는 효고지마 공원 등이 있는데 강과 물에 친숙한 환경이 조성되어 있다. 하천 부지로는 매년 8월 셋째주 토요일에는 세타가야 구 불꽃 대회가 개최되고(강 건너 가와사키 시 제정 기념 다마가와 불꽃 놀이와 공동 주최) 역을 포함한 역 주변은 관객으로 매우 붐빈다. 하천 부지는 주말이면 야구등 스포츠나, 바베큐, 골프등 레저를 즐기는 사람들로 인파를 형성하고 텔레비전 광고와 드라마등 로케이션 촬영에도 주변에 있는 둑이 많이 사용되고 있다.